# Kaługerowo (obwód Pazardżik)
Kaługerowo (bułg. Калугерово) – wieś w południowo-zachodniej Bułgarii, w obwodzie Pazardżik, w gminie Lesiczowo. Według danych Narodowego Instytutu Statystycznego, 31 grudnia 2012 roku wieś liczyła 1106 mieszkańców.

## Zabytki
W rejestrze zabytków znajduje się:
- Monaster Kaługerowski